# Puente de Innoshima
El Puente de Innoshima (因島大橋 Innoshima Ō-hashi?) es un puente colgante de Japón que forma parte de la autopista Nishi-Seto, de 59 kilómetros de longitud, que une las islas de Honshū y Shikoku en la región de Suworen-Kokurū. La construcción del puente se completó en 1983 y su vano principal tiene una longitud de 770 metros, conectando Mukaishima con Innoshima.